# Nagāẕeh-ye Kūchak
Nagāẕeh-ye Kūchak (persiska: نگاضه کوچک, Nagāşeh-ye Kūchek) är en ort i Iran.   Den ligger i provinsen Khuzestan, i den centrala delen av landet, 500 km söder om huvudstaden Teheran. Nagāẕeh-ye Kūchak ligger 41 meter över havet och antalet invånare är 308.
Terrängen runt Nagāẕeh-ye Kūchak är platt. Runt Nagāẕeh-ye Kūchak är det ganska tätbefolkat, med 144 invånare per kvadratkilometer. Närmaste större samhälle är Shākh Kūpāl, 17,4 km sydost om Nagāẕeh-ye Kūchak. Trakten runt Nagāẕeh-ye Kūchak är ofruktbar med lite eller ingen växtlighet.